# Tony Soprano
(Tony Soprano alla dottoressa Melfi)
Anthony John Soprano Sr., detto Tony, interpretato dall'attore James Gandolfini, è il protagonista della serie televisiva I Soprano (1999-2007): è il boss dell'immaginaria organizzazione mafiosa italo-americana dei DiMeo ed è l'unico personaggio che compare in tutti gli 86 episodi della serie (sebbene nei titoli di testa e coda siano indicati costantemente alcuni attori).
Nelle scene in flashback della sua giovinezza è stato interpretato da Bobby Boriello, Mark Damiano II e Danny Petrillo. In italiano è doppiato da Stefano De Sando.
Nella pellicola del 2021 I molti santi del New Jersey, prequel ambientato negli anni sessanta, il personaggio è interpretato da Michael Gandolfini, figlio adolescente dell'attore, alla sua prima prova cinematografica.
Creato dallo sceneggiatore e regista David Chase, come tutti gli altri personaggi della serie, Tony è il fulcro della narrazione e, sebbene non protagonista assoluto di tutti gli episodi, il suo rimane il punto di vista centrale, non solo per le conseguenze delle sue azioni, ma anche per la sua sola presenza e il ruolo determinante nella vita dei personaggi secondari: le vicende della dottoressa Melfi, ad esempio, sua analista e confidente, non sono mai del tutto autonome ma sempre viste nella conseguenza del rapporto con Tony. Personaggio di grande complessità e ambiguità, capace di essere sia estremamente spietato e crudele sia altrettanto gentile e comprensivo, è stato sviscerato da Chase in una gamma di emozioni e sentimenti, sensi di colpa e desideri come probabilmente mai accaduto in nessun'altra serie televisiva.
Alcuni elementi, leitmotiv dell'intera serie, sono fondamentali nell'analisi sulla complessità del personaggio, che, interiorizzando tali stati d'animo, situazioni e avvenimenti, si ritrova affetto da attacchi di panico e depressione:
- il rapporto con la madre Livia, autoritaria e priva di sentimenti d'amore verso i figli;
- la sua duplice esistenza, divisa tra il ruolo di boss a capo di un'imponente organizzazione criminale, e la sua figura all'interno della famiglia (moglie, figli e parenti vari) verso i quali prova uno smisurato attaccamento (in virtù anche delle comuni origini italoamericane che sempre cerca di conservare e perpetuare) e di cui cerca di continuo l'approvazione e il rispetto;
- l'incapacità di accettare un ruolo da lui stesso cercato (amante, paziente, amico) e l'instabilità nel comprendere e seguire le inevitabili "regole" relazionali che questi ruoli sociali comportano. Da questo punto di vista, per ammissione dello stesso Chase, Tony veste i panni smessi da Ray Liotta-Henry Hill nel finale di Quei bravi ragazzi di Martin Scorsese (punto di riferimento della serie), ossia quelli del tipico americano borghese e di media cultura del XXI secolo, in balia di eventi e situazioni che fatica a comprendere: politici (la guerra in Iraq e il terrorismo), sessuali (l'infedeltà, l'omosessualità di uno dei suoi uomini, la perversione di Ralph Cifaretto), generazionali (il rapporto con i figli e i membri più giovani della sua banda);
- il modello paterno da emulare e quello cinematografico di riferimento, personificato da Gary Cooper come prototipo dell'uomo tutto d'un pezzo che riesce a risolvere ogni situazione.

A dare vita al personaggio è l'attore italoamericano James Gandolfini, fino al 1999 caratterista di pellicole di medio successo come Una vita al massimo, Get Shorty e Allarme rosso, che ha legato per sempre il suo volto a quello del boss criminale ("tra i più complessi della storia della televisione").
Gandolfini ha ammaliato critica e pubblico americano (vincendo per il ruolo di Tony diversi Emmy Awards, Golden Globe e altri riconoscimenti) anche per il tipico accento del New Jersey e la parlata sbiascicata, il respiro affannoso (viene detto, al termine della serie, come Tony soffra anche di apnea notturna) e i modi ambigui e al tempo stesso spontanei di Tony, spesso bruschi, spietati e vendicativi, alternati a momenti amorevoli e fragili.

## Biografia del personaggio
Anthony "Tony" Soprano è nato a Newark, nel New Jersey, il 22 agosto del 1959, figlio di John "Johnny Boy" Soprano e Livia Pollio. È cresciuto ad Ironbound, un quartiere di Newark, assieme alla sorella maggiore Janice e alla più piccola, Barbara. Il padre era un esponente della criminalità organizzata, come ripetutamente mostrato nei flashback del suo passato durante la serie e nel film prequel I molti santi del New Jersey.
Diviene boss del Jersey nel 1998, dopo la morte di Jackie Aprile, Sr. e la breve parentesi dello zio paterno Corrado Junior durante il corso della prima stagione, entrando per questo motivo in conflitto con lo zio Junior.

## Caratterizzazione

### Relazioni familiari
Sposato con Carmela, Tony ha due figli: Meadow e Anthony Jr..
Oltre alle complesse vicende riguardanti la famiglia vi sono molti altri legami familiari approfonditi e sviluppati nel corso delle stagioni. I più rilevanti riguardano il rapporto con la madre Livia, con lo zio Junior, fratello del padre, e con il cugino Tony Blundetto, che è in galera durante le prime quattro stagioni dello show ed entra in gioco nella quinta stagione. Il padre di Tony è invece una figura meno direttamente coinvolta nelle sue vicende, in quanto all'epoca dell'inizio del racconto (1998) era già morto (1986, nella cronologia interna della serie): viene sempre mostrato in scene in flashback.
Il rapporto con sua moglie Carmela è complicato; passa da momenti di amore e affetto a burrascosi litigi e incomprensioni, infatti, nonostante Tony consideri lei e i suoi figli la cosa più importante, non esita a essere infedele alla moglie con numerose amanti di cui a volte Carmela è al corrente; solo dopo il coma Tony cercherà di esserle fedele, ma solo per un breve periodo.
Tony ama i suoi figli più di ogni altra cosa, ma ha un rapporto spesso conflittuale con loro, soprattutto con Anthony Jr., mentre della primogenita è fiero e soddisfatto per la sua carriera negli studi, invece di A.J. è spesso deluso e ne trae frustrazione: in definitiva il rapporto con il figlio è sicuramente quello più esplorato nella serie e di cui Tony parla più spesso durante le sue sedute dalla dottoressa Melfi.

#### Livia Soprano
Il rapporto di amore-odio con la madre Livia è la chiave narrativa attorno a cui ruotano le prime due stagioni. La scomparsa dell'attrice Nancy Marchand spostò in seguito l'attenzione di Chase e degli sceneggiatori verso altri aspetti della personalità di Tony. La presenza della madre (nei dialoghi, nei ricordi, nei sogni) rimane però continuamente impressa nelle azioni del figlio, tanto che fino all'ultimo episodio Tony la tira in ballo nelle sue sedute dalla psicanalista.

#### Zio Junior
Tony nutre una profonda stima e affetto per suo zio fin da quando era bambino. Dopo la morte del padre lo zio Junior diventa una sorta di figura paterna per Tony. Infatti, nonostante la rivalità che nasce tra loro durante la presa di potere della loro cosca mafiosa e l'involontario tragico gesto compiuto da zio Junior nella sesta stagione ai danni di Tony, nell'ultima puntata della serie si può capire che lo zio Junior sia forse l'unico parente a cui il boss sia stato mai veramente legato sentimentalmente.

#### Christopher Moltisanti
Christopher "Chris" Moltisanti è cugino di secondo grado di Carmela, e Tony lo considera da sempre come un nipote e colui che dovrà un giorno prenderne il posto di boss. Fidanzato con Adriana La Cerva durante le prime cinque stagioni, dopo il suo omicidio voluto da Tony (poiché era divenuta informatrice dell'FBI) si sposa con Kelli Lombardo, da cui ha una figlia, Caitlin.
Il suo rapporto con Tony è di profondo affetto, ma anche contrastato da preoccupazioni: in quanto testa calda, impulsivo e arrogante, dipendente da droghe e ossessionato da ambizioni irrealizzabili (tranne una che, realizzandosi, deteriorerà il loro rapporto), Tony fatica a tenerlo a bada e dovrà rivedere il proprio desiderio di metterlo, un giorno, sul proprio trono.
Chris riesce a realizzare "Cleaver", un film cui ambiva da tempo, ma in esso traccia un quadro impietoso di Tony, mascherandolo con il protagonista (Daniel Baldwin) e minando così la poca fiducia che il boss gli aveva accordato dopo la vicenda di Adriana. Inoltre, alle spalle di tutti, Chris continua a fare uso pesante di droghe: di ritorno da un viaggio a New York, Tony e Chris hanno un incidente d'auto (ep. 83), e Soprano allora decide di soffocare il nipote che giace agonizzante sul sedile di guida.

#### Tony Blundetto
Il rapporto con il cugino Tony Blundetto è basato sul senso di colpa che Tony S. si porta dentro da una vecchia rapina in cui Tony B. venne arrestato e condannato a 18 anni di carcere a causa dell'assenza del giovane Soprano che avrebbe dovuto partecipare al colpo ma, per motivi dovuti ai suoi attacchi di panico, diede buca al cugino. Mentendo sempre sulla motivazione della sua assenza, Tony nutre vergogna per l'accaduto, comportandosi con Tony B. come se avesse un debito da saldare.

### Relazioni criminali e FBI
Come boss Tony è a capo dell'organizzazione dei DiMeo, dopo la morte di Jackie Aprile (ep. 4).
A parte Christopher Moltisanti, trattato a parte, i suoi uomini di fiducia sono il consigliere della famiglia Silvio Dante, il capitano Paulie Gualtieri, Bobby Baccalieri; a questi si aggiungono Hesh Rabkin e molti altri affiliati della famiglia mafiosa del New Jersey.
Con le famiglie mafiose di New York (chiamate nella serie "Cinque Famiglie" come le reali organizzazioni mafiose ma indicate con nomi di finzione), Tony intrattiene legami d'affari soprattutto con i Lupertazzi, con i quali entra ripetutamente in conflitto.
L'FBI ha un ruolo determinante nella sua attività, visto che si trova perennemente braccato dagli agenti federali che, ripetutamente, cercano di infiltrare traditori nella sua banda. Un rapporto particolare viene instaurato con l'agente Harris, che risulterà decisivo per il finale della serie, durante la guerra di bande del 2007.

### Le amanti

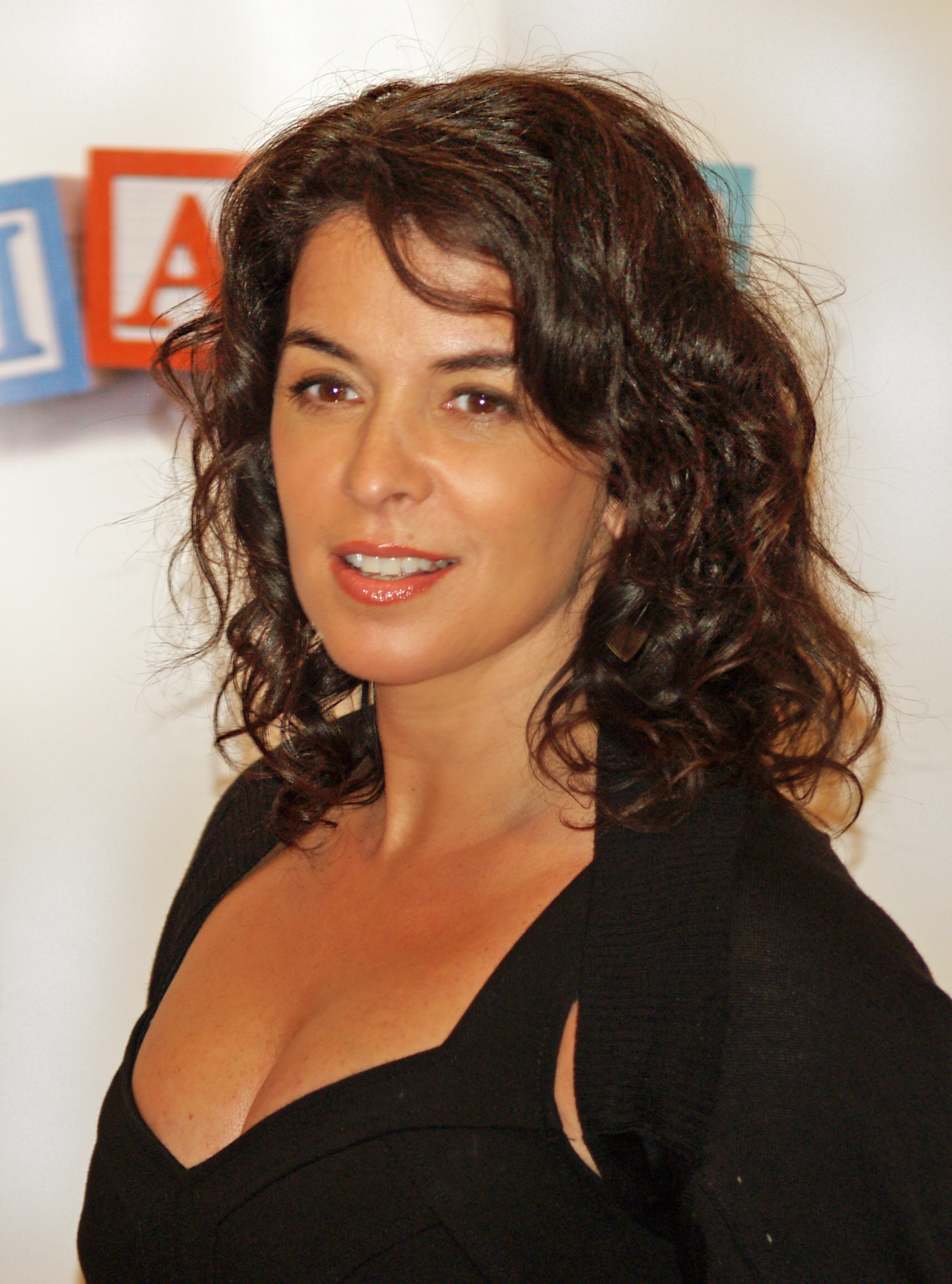
Annabella Sciorra - Gloria Trillo

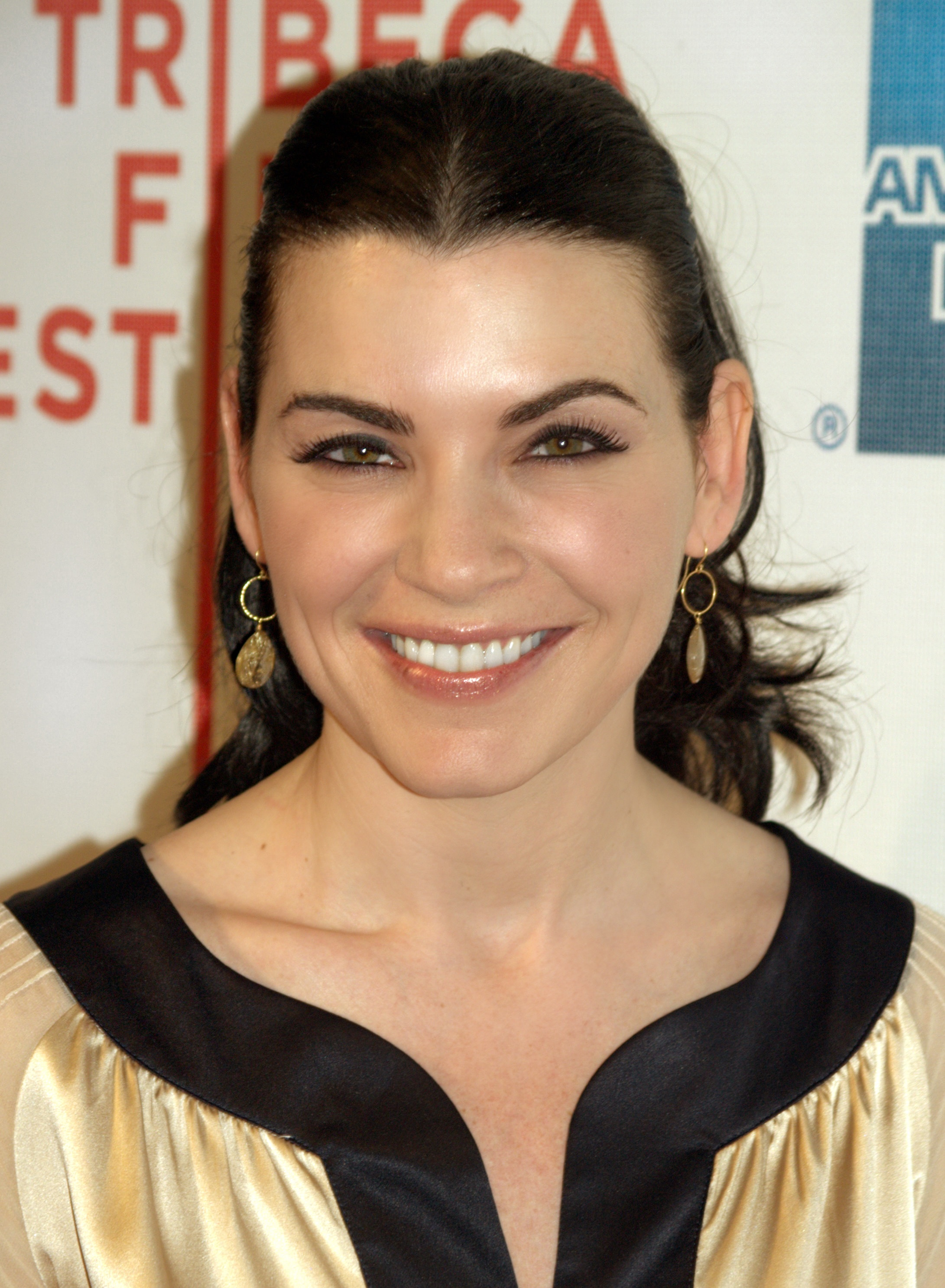
Julianna Margulies - Julianna Skiff

Come la maggior parte dei personaggi della serie, da Chris fino a Phil, Tony ha un lungo elenco di amanti, più o meno fisse: sono le cosiddette "commari". Nelle vicende personali le influenze delle ragazze sono spesso decisive: dal punto di vista narrativo, questo è uno degli elementi che permette agli sceneggiatori di affrontare varietà di situazioni e di stati d'animo del protagonista. Fra le varie relazioni di Tony alcune sono più approfondite e complesse di altre:
- Irina. Russa, è l'amante di Tony fin dal primo episodio. Ex ballerina del Bada Bing, fragile e vendicativa, Tony si stanca di lei quando conosce la dottoressa Melfi, che entra prepotentemente nei suoi pensieri erotici incarnando il suo "nuovo" prototipo femminile. Sebbene, in seguito, distaccatosi sentimentalmente da Irina, Tony prende assai male la nuova relazione della russa con il politico Zellman, e irrompe in piena notte nella casa dei due, frustando il primo con una cintura e congedandosi da Irina con una carezza e uno sguardo compassionevole.
- Gloria Trillo. Agente di vendita di Mercedes, nonché paziente della dottoressa Melfi, entra in scena nella stagione 3. La sua presenza è limitata a quella stagione, ma, per l'intensità del rapporto, le conseguenze del suo suicidio, i sensi di colpa e le apparizioni in sogno dopo la sua scomparsa, è personaggio fondamentale nella vita di Tony.
- Svetlana: russa, cugina di Irina e senza una gamba, Svetlana fa colpo su Tony per la sua diversità rispetto alle donne americane e per la confidenza che ispira in lui. Sebbene non sia una commare ma un'avventura di un giorno, Svetlana è assai importante nelle vicende della Famiglia, in quanto è a causa sua che Carmela e Tony si separano, seppure momentaneamente. La moglie del boss viene a sapere del tradimento del marito da una telefonata di Irina, e Tony viene messo con le spalle al muro.
- Valentina: latina, appare inizialmente come compagna di Ralph Cifaretto. Tony la mantiene come amante fino a che il volto di lei viene sfigurato da un incidente domestico.
- Julianna: Julianna e Tony s'incontrano dopo il secondo attentato al boss: tra di loro non vi è un vero e proprio colpo di fulmine, ma un'attrazione tra due persone mature e provate dalla vita (Julianna è un'ex tossicodipendente, Tony è appena uscito dal coma e cerca di rigare dritto). La storia non decolla, perché Tony si ritrae all'ultimo momento. Julianna diventa così l'amante di Christopher, anche in virtù delle comuni esperienze di droga. Quando lo viene a sapere, Tony, colpito nell'orgoglio, tenta di riconquistare Julianna, che però non cede al boss.

A queste vanno aggiunte le numerose storie occasionali, tra cui vanno rilevati almeno due amori "virtuali", sognati ma mai consumati: quello verso la dottoressa Melfi e quella con la moglie del boss di Napoli, Annalisa Zucca.

### Psicoanalisi

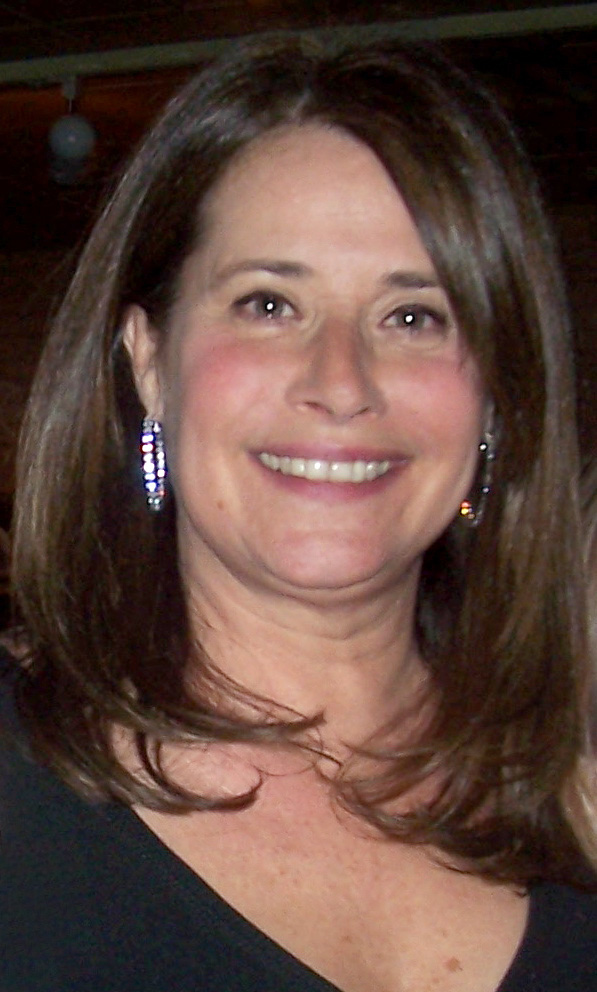
Lorraine Bracco - Jennifer Melfi

La psicoanalisi è uno degli spunti narrativi di maggior rilievo all'interno della serie: Chase ha usato questo escamotage narrativo per poter giustificare, spiegare e narrare le vicende interiori di Tony.
Lo sviluppo delle sedute con la dottoressa Melfi è vario nel corso delle stagioni: fin dalla prima scena della prima puntata Tony si rivela stressato per le continue pressioni del suo duplice ruolo, di capofamiglia e di boss della sua organizzazione mafiosa.
Per quanto riguarda il primo, Carmela ha perso ogni fiducia nei suoi confronti, e i suoi figli gli causano delle preoccupazioni non indifferenti; all'interno della sua organizzazione, i problemi maggiori li ha con Christopher, testa calda che ha problemi di droga e alcolismo, e con suo zio Junior, che ambisce a prendere il comando dei DiMeo.
La prima stagione vede Tony restio a confidare la sua terapia: solo Carmela ne è al corrente. Quando però la voce casualmente giunge alle orecchie della madre Livia, subito si diffonde: è la miccia che porta al primo attentato ai suoi danni (ep. 12).
Tony è così costretto a rivelarlo agli uomini di maggior fiducia, Silvio, Paulie e appunto Chris, che reagisce alla notizia piangendo e uscendo dal Bada Bing (ep. 13).
Nelle stagioni successive le più importanti rivelazioni avute durante la terapia riguardano i motivi dei suoi attacchi di panico: si scopre come l'origine di tutto sia dovuta al trauma avuto da bambino (ep. 29) nel vedere suo padre tranciare le dita con un'accetta al signor Satriale (e di fatto rilevando la gestione della macelleria, che diviene uno dei covi della banda) e la conseguente eccitazione della madre Livia nel vedere la carne messa in tavola per il marito.
La dottoressa Melfi più volte cerca di coinvolgere Tony in un'analisi più profonda che possa allontanarlo dalla vita criminale: dopo aver provato con sedute assieme alla moglie (stagione 3), gli consiglia di rivolgersi a un comportamentista, invano.
Sarà lei a troncare il rapporto (ep. 85), convinta dal proprio psicoterapeuta, il dottor Kupferberg, che le dimostra come la cura sia inefficace con i soggetti sociopatici, anzi ne rinforzi le convinzioni e le azioni.
Durante le sedute (spesso l'ambientazione della stanza della Melfi ricorre anche in sogno, e vi trovano posto altri personaggi, come sua madre, o la sua amante Gloria) Tony mostra il suo lato più fragile, insicuro (arrivando spesso anche alle lacrime), che talvolta esplode nell'ira contro la dottoressa, rea ai suoi occhi di provocargli quelle emozioni in lui nascoste.

### Sogni
Una delle caratteristiche più originali e curiose della serie riguarda i sogni, in particolare quelli di Tony. Questo espediente narrativo, usato per mostrare l'inconscio di alcuni personaggi e le loro motivazioni e pensieri segreti (fino addirittura a rivelazioni vere e proprie), viene sperimentato soprattutto con Tony, protagonista della serie e quindi elemento centrale del racconto.
Fin dalla prima stagione Tony si scopre portatore di una parte oscura che non riesce a portare alla luce, neanche nella sedute con la dottoressa Melfi.
In particolare, si tratta di supposizioni e dubbi riguardanti i suoi uomini di fiducia (che teme lo tradiscano), fantasmi del passato che riemergono (Gloria Trillo ad esempio, l'amante suicida, ma non solo) o semplici fantasie erotiche non realizzate nella realtà (con la stessa dottoressa Melfi, con Isabella una sua idealistica vicina di casa, e con il boss di Napoli, Annalisa): inoltre, secondo alcune interpretazioni, l'intera sequenza finale dell'ultimo episodio sarebbe un sogno di Tony.
In particolare si distinguono nella serie due episodi, di particolare rilevanza, quasi interamente dedicati ai sogni:
- ep. 26: L'ultima tequila: è il celebre episodio (tra i più apprezzati dalla critica e tra i più amati e discussi dai fan) dell'uccisione di Big Pussy: Tony sospetta dell'amico fin dal suo enigmatico ritorno (ep. 14), ma l'affetto che li lega non gli consente di affrontare una realtà che potrebbe essere tremenda e di conseguenza fatale per Pussy, ossia il tradimento. Molte azioni dimostrano come Tony non si fidasse più dell'amico (non gli dà la promozione a capomandamento che viene invece data a Paulie, non lo fa partecipare a riunioni operative) ma è solo in sogno (dovuto ad un'intossicazione alimentare) che riesce a convincersi della realtà. Con una scusa entra in casa di Pussy assieme a Silvio e Paulie e scopre il microfono per le intercettazioni.
- ep. 63: Sogni angoscianti: già il titolo originale The Test Dream dimostra come questo episodio si fondi sul sogno come elemento narrativo principale[8]: la sequenza onirica dura oltre 20 minuti. Tony, preoccupato dalla sua situazione, prende una stanza all'Hotel Plaza di New York per potersi rilassare, ma la sua notte è costellata d'incubi e premonizioni sull'imminente futuro, in particolare per i suoi rapporti deteriorati con i Lupertazzi dopo gli omicidi commessi da suo cugino, Tony B. Anche in questo caso l'inconscio di Tony gli suggerisce il da farsi (uccidere il cugino per evitare ripercussioni peggiori) ma una volta sveglio non riesce a prendere l'amara decisione. Passa così da uno stato di veglia a uno continuo di sonno e sogno: rivede personaggi del suo passato (come il coach Molinaro che lo allenava da ragazzo quando giocava a football e diversi personaggi morti nelle precedenti stagioni) e del presente (perfino personaggi del mondo dello spettacolo come l'attrice Annette Bening), che, interagendo, lo inducono a prendere la sofferta decisione dell'eliminazione di Tony B.

Nella realtà Tony non dà ai sogni l'importanza dovuta, limitandosi a parlarne sporadicamente con la moglie o con la dottoressa Melfi: tuttavia gli avvenimenti che si sviluppano come conseguenza dei suoi sogni sono fondamentali per l'intera serie. L'evidente intento narrativo dei sogni è palese anche nella breve sequenza onirica (ep. 83) che segue la morte di Christopher: a nessuno, nella realtà, Tony confida ciò che è davvero accaduto la notte dell'incidente e i motivi del suo gesto. Lo fa solo in sogno, immaginandosi di confidarlo alla dottoressa Melfi, che ancora una volta diviene la catalizzatrice del suo stato d'animo e testimone delle sue angosce profonde.

### Il destino

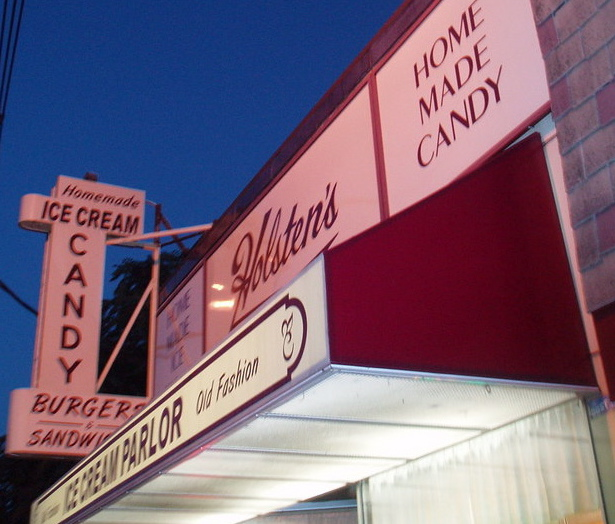
LHolsten's Brookdale Confectionery, Bloomfield, New Jersey teatro dell'ultima scena

L'ultima puntata della serie, andata in onda il 10 giugno 2007, per il suo finale caratterizzato da un'ambiguità di fondo, ha lasciato in sospeso il destino del protagonista e della sua famiglia, irritando gran parte dei fan che hanno chiesto spiegazioni a Chase e si sono prodigati nelle più svariate ipotesi nel web.
Le uniche certezze su Tony sono il fatto che l'ultimo fotogramma lo ritrae vivo e vegeto (anche se forse l'intera scena potrebbe essere l'ennesimo sogno) e che, come si apprende dai dialoghi, Carlo, uno dei suoi uomini di fiducia, si è costituito all'FBI e testimonierà contro il boss.
Al momento, come spiegato nella voce dell'episodio, non è previsto alcun film che possa svelare il destino di Tony.

### Omicidi commessi da Tony Soprano

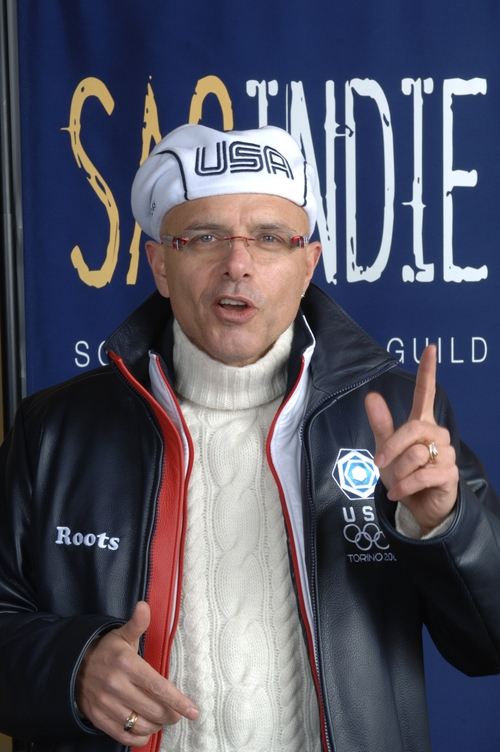
Joe Pantoliano interpreta Ralph Cifaretto, Emmy Award 2003

Del boss si conoscono per certo otto omicidi, commessi di persona o con l'aiuto di suoi scagnozzi, e tutti mostrati sullo schermo, compreso il primo (antecedente all'inizio delle vicende, essendo del 1982) di cui si fa riferimento in una scena in flashback, durante un racconto di Paulie (ep. 80).
Come boss della famiglia gli vanno tuttavia attribuiti quasi tutti gli altri omicidi, ordinati ed eseguiti dai suoi uomini, durante l'arco delle 6 stagioni.
- Willie Overall, il primo omicidio di Tony che divenne così un "bravo ragazzo" (Settembre 1982);
- Fabian "Febby" Petrulio, strangolato per aver tradito Paulie e Big Pussy ed essere entrato sotto la protezione testimoni dell'FBI (Settembre 1998, ep. 5);
- Chucky Signore, ucciso da Tony dopo il fallito attentato ai suoi danni ordito dallo zio, Corrado Junior Soprano (Aprile 1999, ep. 13);
- Matthew Bevilaqua, ucciso assieme a Big Pussy per vendicare l'attentato a Christopher (Aprile 2000);
- Big Pussy, ucciso assieme a Silvio e Paulie dopo aver scoperto che era un informatore dell'FBI (9 Giugno 2000);
- Ralph Cifaretto, ucciso e fatto a pezzi dopo una lite nata per la morte del cavallo da corsa di Tony, Pie-O-My (22 Febbraio 2003);
- Tony Blundetto, per avere, a sua volta, ucciso senza autorizzazione Joe Peeps e Billy Leotardo e aver provocato lo scontro con la famiglia di Johnny Sack a New York (17 Dicembre 2004);
- Christopher Moltisanti, soffocato da Tony dopo un incidente stradale (Novembre 2007, ep. 83).

### Galleria delle auto di Tony
Nell'arco delle sei stagioni Tony è stato sempre visto al volante di auto di grossa cilindrata: prima del SUV delle ultime stagioni, ha avuto nella prima stagione una Chevrolet Suburban  del 1998 e dal 2003 due Cadillac Escalade ESV (la prima di colore nero è stata distrutta; in seguito ne ha comprata una bianca).

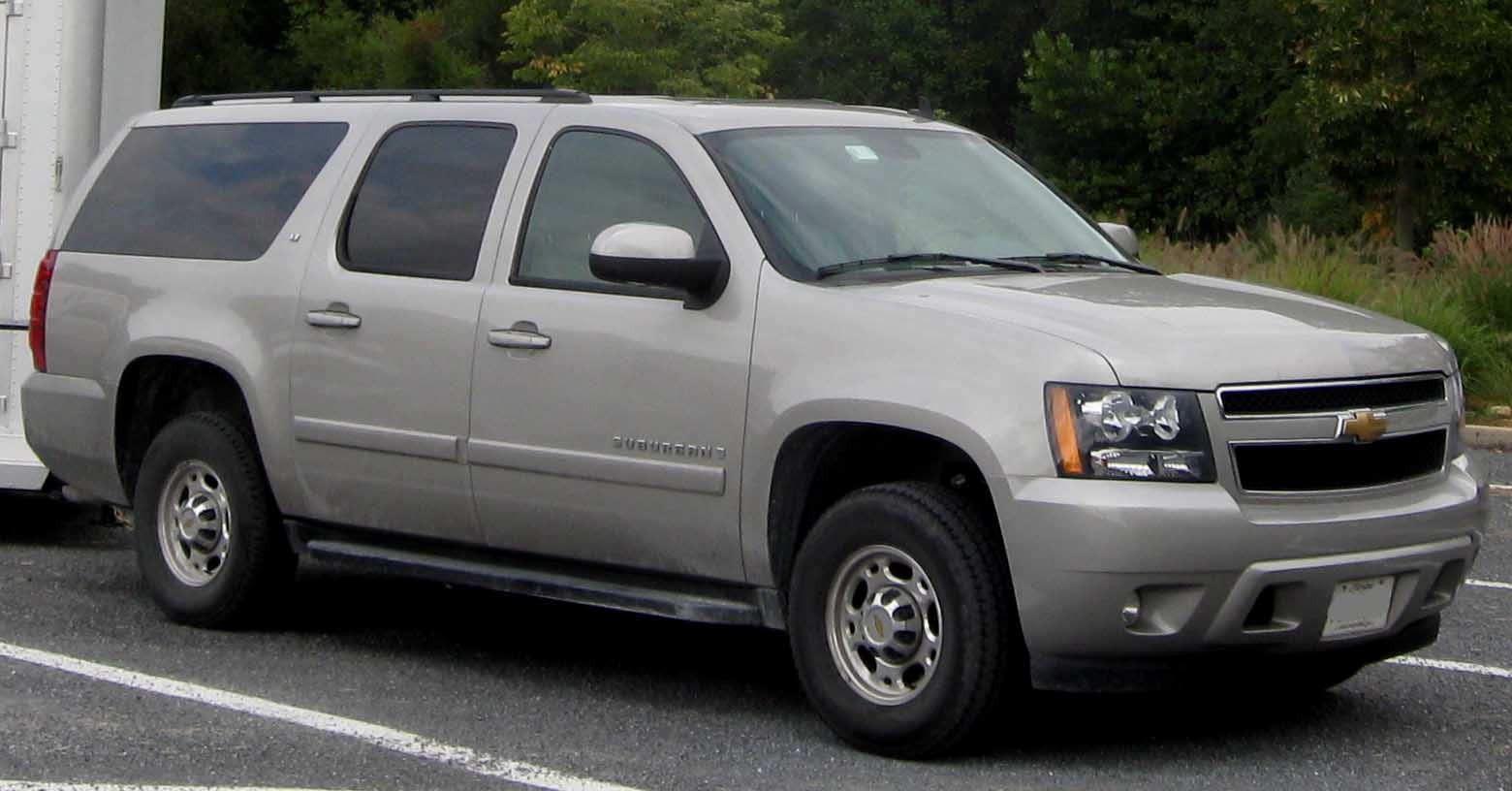
Chevrolet Suburban
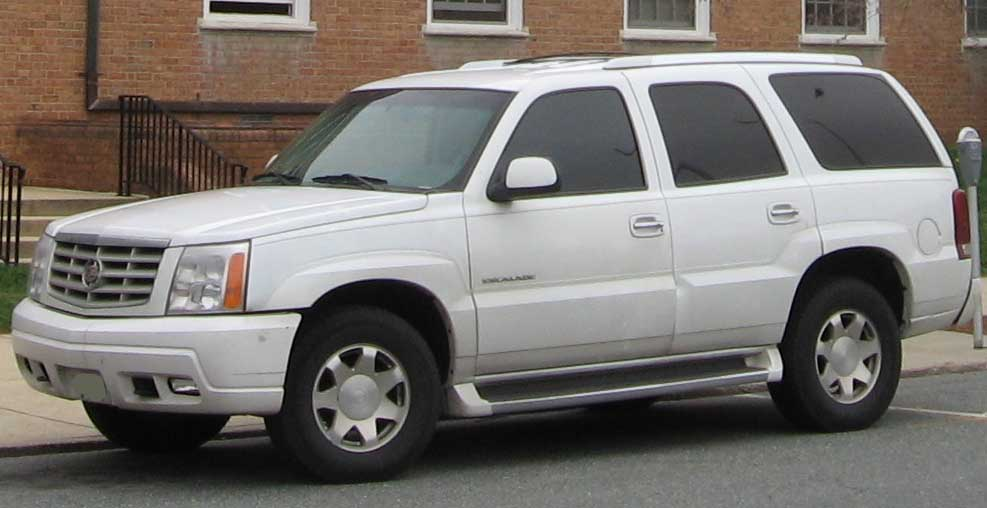
Cadillac Escalade ESV
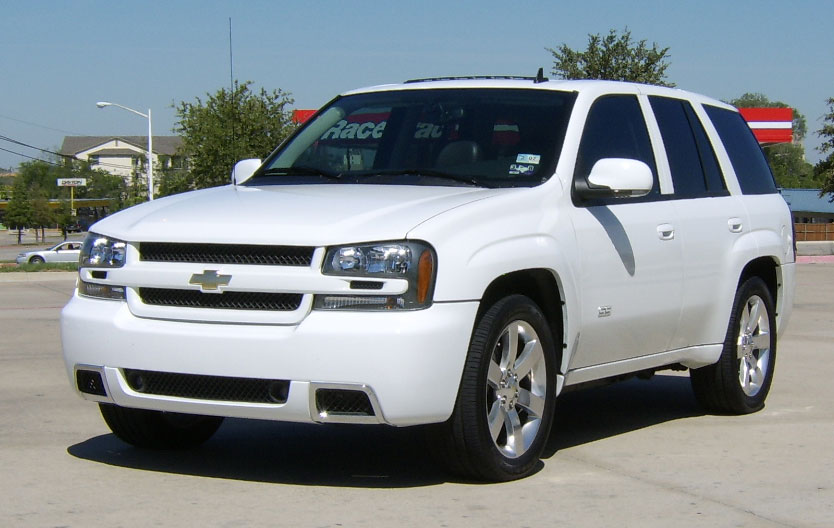
SUV

## Accoglienza

### Critica
"Tony è un personaggio complesso, vero e proprio uomo medio americano in tutto e per tutto. Una complessità che si riflette anche nella struttura narrativa della serie. E che ha fatto scattare arditi paragoni. Tony come Emma. Bovary si intende: «Come Emma, Tony è un'affascinante miscela di cultura popolare, ambizione e sottomissione agli impulsi e agli appetiti che la società non sanziona. E come lei, Tony intuitivamente - ma non intellettualmente - capisce che il mondo è un posto più complesso e ricco per essere racchiuso nelle sterili categorie della società e della terapia che viene autorizzata come una panacea. Tony forse non capisce sé stesso ma capisce il mondo meglio della Melfi. [...] In questo modo il telefilm ci sfida a considerare un boss della mafia come un essere umano migliore della sua terapista. Tony è la cosa più interessante della sua vita».